# Mahmoud Djellouli
Pour les articles homonymes, voir Famille Djellouli.
Mahmoud Djellouli (arabe : محمود الجلولي), né vers 1750 et mort le 29 novembre 1839, est un homme d'affaires et diplomate tunisien. Rattaché au clan de Youssef Saheb Ettabaâ, il compte parmi les personnages importants des règnes d'Ali Ier Pacha (1759-1782) et d'Hammouda Pacha (1782-1814).
Les activités de Djellouli illustrent le rôle joué par la mer Méditerranée dans la puissance financière et politique de la régence de Tunis : il est en effet un marchand et collecteur de l'impôt corsaire très influent sur les plans socio-économique et politique entre la fin du XVIIIe siècle et le début du XIXe siècle.

## Biographie
Mahmoud Djellouli naît dans une famille sfaxienne makhzen. Il s'installe à Tunis après l'acquisition en 1796 du Dar Rajab Khaznadar par son épouse Fatima Bey,. Il commence sa carrière de marchand en reprenant les affaires de son père et ses charges administratives : il succède à son père Baccar, mort en 1782, comme caïd de Sfax et cumule cette charge avec celles de caïd de Sousse et du Sahel. Il s'appuie ensuite sur le négoce pour acquérir des postes clés, tout en renforçant ses activités marchandes. Ses principales affaires sont liées à l'exportation des produits agricoles vers le Levant et l'Europe : cuirs et peaux, huile d'olive, céréales, légumes secs, laines, etc. Ses domaines agricoles servent en premier lieu ses approvisionnements mais participent aussi au surplus de la collecte fiscale.
Les rivalités franco-britanniques de la fin du XVIIIe siècle offrent à Djellouli l'occasion de participer à l'armement des corsaires, ; il compte ainsi parmi les quatre groupes dominants dans leur armement avec les beys, la famille caïdale Ben Ayed et Youssef Saheb Ettabaâ. Les capitaux ne lui manquant pas, il engage des sommes importantes dans des prêts commerciaux (quirâdh) et dans la constitution de sociétés.
Le 27 octobre 1795, il forme avec Ahmed Al Kharrat et Ahmed Sallami une société dans laquelle sa participation se monte à 38 505 piastres. Il a alors la plus grosse fortune du pays au point que le bey en fait son ministre des Finances à la fin du XVIIIe siècle. En 1807, ministre et conseiller du souverain, Hammouda Pacha, il avance des fonds pour armer la régence et tente de convaincre les notables de se rassembler dans la guerre contre les Ottomans d'Alger que la régence finit par remporter.
En 1805, il obtient la charge de qumrugi ou grand douanier : il a ainsi le monopole des principales exportations et détient le sceau appliqué aux laissez-passer (teskérès). Entre 1808 et 1810, il y investit 600 000 piastres pour le bénéfice de ses fils Mohamed, Farhat, Hassan et Hussein. Le bey le nomme ensuite ambassadeur extraordinaire, envoyé et représentant commercial et politique de la régence à Malte entre 1810 et 1813. Durant cette période, il adresse aux autorités tunisiennes des informations d'ordre politique, militaire et surtout commercial, ce qui permet au bey de suivre les achats d'armes en Europe et le recrutement des janissaires d'Anatolie par le dey d'Alger.
En 1814-1815, avec la disparition de ses protecteurs Hammouda Pacha et Youssef Saheb Ettabaâ, il abandonne ses fonctions administratives pour poursuivre une carrière commerciale, ce qui ne l'empêche pas de maintenir son influence ; ses fils poursuivent par ailleurs des carrières commerciales et administratives.
L'influence de Djellouli et de sa famille a été soulignée par des écrivains étrangers visitant Tunis au début du XIXe siècle. Ainsi, William Jowett (en) et Joseph Greaves rapportent la visite de ce dernier dans la régence de Tunis et décrivent Djellouli en 1826 : « Le grand douanier seigneur Djellouli est réputé pour être très riche et possède donc une grande influence. Ses fils me dit on sont des fermiers d'impôts des régions les plus importantes ».
Le prince et écrivain Hermann von Pückler-Muskau se rend lors de sa visite en Tunisie, en 1836, chez le caïd de Sfax Farhat Djellouli, fils de Mahmoud Djellouli ; il dit à propos de ce dernier : « Le caïd de Sfax est le fils du riche Djellouli de Tunis, dont on évalue la fortune à trois millions de piastres et qui est par conséquent un homme d'importance ».
Une rue a pris le nom de « rue du Riche » en son hommage. Elle se situe dans la médina de Tunis où se trouve le palais qu'il a acquis en 1794.